# Technological Mind
Technological Mind — шестой студийный альбом голландского дуэта Laserdance, выпущенный в 1992 году.
Снова, как и в прошлом альбоме все композиции написал Михиль ван дер Кёй (Michiel van der Kuy). После альбома Ambiente, написанного в духе романтичных баллад, группа возвращается к быстрым динамичным танцевальным трекам. В условиях снижения популярности жанра spacesynth к новым звукам музыки жанра хаус и техно, Михиль ван дер Кёй как бы немного адаптировал стиль музыки Laserdance к Новому времени. Продюсер, Эрик ван Флит (Erik van Vliet) был против, предпочитая классический стиль spacesynth. Единственным отличием c новыми звуками были две версии композиции Technoid, альтернативные классической версии. Это также первый альбом, выпущенный группой Laserdance на компакт-диске.

## Список композиций
- Диск LP: ZYX Music — ZYX 20206-1

Слова и музыка всех песен — Михиль ван дер Кёй.
| №  | Название                   | Длительность |
| -- | -------------------------- | ------------ |
| 1. | «Technoid (House Version)» | 6:15         |
| 2. | «Dead Star»                | 5:22         |
| 3. | «New Adventure»            | 5:14         |
| 4. | «Sky Orbit»                | 5:39         |
| 5. | «Technological Mind»       | 5:14         |

| №                   | Название                      | Длительность |
| ------------------- | ----------------------------- | ------------ |
| 6.                  | «Tunnel Of Mind»              | 5:02         |
| 7.                  | «The Landing»                 | 5:09         |
| 8.                  | «Technoid (Vocoder Version)»  | 6:10         |
| 9.                  | «Warriors»                    | 4:59         |
| 10.                 | «Technoid (Ambiente Version)» | 5:35         |
| Общая длительность: | Общая длительность:           | 54:39        |

- Диск CD: ZYX Records — ZYX 20206-2, Hotsound Records — HS 9202 CD

| №   | Название                      | Длительность |
| --- | ----------------------------- | ------------ |
| 1.  | «Warriors»                    | 4:59         |
| 2.  | «Dead Star»                   | 5:22         |
| 3.  | «New Adventure»               | 5:14         |
| 4.  | «Sky Orbit»                   | 5:39         |
| 5.  | «Technological Mind»          | 5:14         |
| 6.  | «Tunnel Of Mind»              | 5:02         |
| 7.  | «The Landing»                 | 5:09         |
| 8.  | «Technoid (Vocoder Version)»  | 6:10         |
| 9.  | «Technoid (House Version)»    | 6:15         |
| 10. | «Technoid (Ambiente Version)» | 5:35         |

## Инструменты
- Akai MPC 60 — семплер + секвенсор
- E-mu Emax — семплер
- Ensoniq ESQ-1  (англ.) — синтезатор
- Korg DVP-1 Digital Voice Processor
- Korg M1, Korg Polysix  (англ.)
- Korg Monotron Delay — аналоговый ленточный синтезатор
- LinnDrum LM2  (англ.) — ударные
- Oberheim OB-Xa  (англ.) — синтезатор
- Roland JX-10  (англ.) — синтезатор
- Roland Juno-60  (англ.), Roland Juno-106  (англ.)
- Roland MSQ-100, Roland TR-808
- Yamaha FB-01, Yamaha REV 500

## Авторство произведений
На обложке альбома написано, что второй участник Laserdance и одновременно исполнительный продюсер Эрик ван Флит был единственным композитором всех песен. Между тем, Михиль ван дер Кёй заявил в интервью, что ван Флит, который во времена Laserdance никогда не был ни композитором, ни исполнителем, купил авторские права у фактического композитора и, благодаря этому, мог поместить своё имя в композициях, которых никогда не создавал.
Над обложкой альбома работал голландский график и композитор Эдвин ван дер Лааг (Edwin van der Laag), который одновременно работал с Эриком ван Флитом над другим проектом под названием Syntech.

## Синглы
На виниловом диске был выпущен только один трек Technoid в трёх версиях. В 1992 году был выпущен макси-сингл Technoid, содержащий четыре версии песни. Это были последние регулярные синглы Laserdance.